# الجدول الزمني لمحافظة القطيف
القائمة الآتية تُلخِّص أهم الأحداث في تاريخ محافظة القطيف، الواقعة بالمنطقة الشرقية للمملكة العربية السعودية.

## عهد ما قبل الطوفان (17 مليون ق.م)
- استيطان حيوانات متنوعة من فصائل الزرائف، والبقر والخنازير والتماسيح، والكركدنات منطقة القطيف. كانت تعيش في دور الميوسين الأدنى نحو 17 مليون إلى 14 مليون سنة.[1][2]

## عهد العبيد (5,000 ق.م)
- ظهور أول آثار استيطان بشري للقطيف.[3]

## الكنعانيون (3,000 ق.م)
- استيطان الكنعانيين القطيف حين انحسر الماء عنها بعد أن كانت مغمورة بالمياه.[4]

## الآشوريون (1,000 ق.م)
- حكم الآشوريون دلمون في الألف الأخير قبل الميلاد، واستمر حكمهم حتى عام 500 قبل الميلاد عندما سيطر الفرس على بابل ودلمون.[1]

## البابليون (600 ق.م)
- ضمّ البابليون إقليم البحرين إلى أملاكهم، وعيّنوا عليها حاكماً بابليًا وذلك بعد سنة 600 ق.م بقليل.[1][5]

## الساسانيون (227م)
- بناء أردشير بن بابك مدينة القطيف.[5]

## عرب حمير (300م)
- قدوم عرب حمير إلى القطيف والسيطرة عليها من قبلهم.[5]

## عَهدُ الإِسلَام (627م)
- بعث النبي محمد الصحابي العلاء بن الحضرمي إلى حاكم البحرين من المولى من قبل الفرس المنذر بن ساوى العبدي لدعوته إلى الإسلام.[6]

## الإمبِرَاطُورِيَّة البُرتُغَالِيَّة (1521-1572م)
- سيطرة الإمبراطورية البرتغالية على إقليم القطيف.

## الدولة السعودية الأولى
- دخول القطيف تحت حكم الدولة السعودية الأولى. (جمادى الأولى لعام 1206هـ/ كانون الثاني، 1792م)

## العصر الحديث
1. مجمع المحاكم الشرعية: تأسست سنة 1350هـ، ثم توسعت، وأصبحت تضم أيضاً المحكمة المستعجلة التي تأسست سنة 1375هـ وكتابة العدل.[7]
2. مرفأ القطيف: تأسس سنة 1353هـ ويتولى إرشاد ومساعدة صيادي الأسماك، والمحافظة على سلامة الوسائط البحرية.[7]
3. البريد: تأسس سنة 1355هـ وله ثلاث شعب بريدية في مدينة القطيف، وشعب أخرى في: سيهات، وعنك، والجش، وأم الحمام، والجارودية، والقديح، والعوامية، وتاروت، ودارين، وصفوى، وأم الساهك. إضافة إلى قائمين بأعمال بريدية في: حلة محيش، والأوجام، والبحاري، والخويلدية، وأبومعن.[7]
4. شركة الاتصالات السعودية: تأسس فرع القطيف سنة 1355هـ ضمن مشاريع الهاتف الأولى.[7]
5. الشرطة: تأسست سنة 1357هـ لها فروع في: سيهات، وعنك، وتاروت، وصفوى، والعوامية.[7]
6. الأحوال المدنية: تأسست سنة 1364هـ تحت اسم (الجوازات).[7]
7. البرق: تأسس سنة 1367هـ.[7]
8. بلدية سيهات: تأسست سنة 1372هـ ويشمل نطاق خدماتها مدينة سيهات وقرية النابية، وانضمت إلى بلدية القطيف سنة 1402هـ ثم إلى أمانة الدمام سنة 1406هـ.[7]
9. الدفاع المدني: تأسس سنة 1380هـ وله مراكز فرعية في: سيهات، وتاروت، ودارين، وعنك، وصفوى، والعوامية، والجش، والعوامية.[7]
10. إدارة المرور: تأسس سنة 1382هـ.[7]
11. مركز الخدمة الاجتماعية: تأسس سنة 1382هـ وله مهام إشراف على لجان التنمية الأهلية.[7]
12. فرع وزارة الزراعة والمياه: تأسس سنة 1382هـ. ويهتم بخدمات الإرشاد الزراعي وتنفيذ الحقول الإرشادية وتقديم الخدمات البيطرية، وغيرها.[7]
13. مكتب الضمان الاجتماعي: تأسس سنة 1383هـ. ويتولى صرف المساعدات للمحتاجين ومتضرري الكوارث ومساعدة أصحاب المشاريع الانتاجية وغيرهم.[7]
14. البنك الزراعي العربي السعودي: تأسس سنة 1383هـ. ويمارس تقديم القروض للمزارعين والصيادين والمساعدات.[7]
15. مركز الأبحاث الزراعية: تأسس سنة 1383هـ. ويتولى إجراء البحوث والدراسات الزراعية لتحسين الإنتاج، وتحديد المزروعات الملائمة للمنطقة وتحسين بعض الأصناف الموجودة.[7]
16. حرس الحدود: له مراكز فرعية في المدن والقرى الساحلية: سيهات، ودارين، والزور، والعوامية، وصفوى.[7]
17. المعهد الثانوي التجاري: تأسس سنة 1394هـ في مبنى مستأجر ثم تطور إلى مبناه الحالي، ويتولى مهمة التعليم الفني في تخصصات تجارية.[7]
18. بلدية عنك: تأسست سنة 1395هـ وانضمت إلى رئاسة بلدية منطقة القطيف سنة 1402هـ ثم إلى أمانة مدينة الدمام سنة 1406هـ ويشمل نطاق خدماتها مدينة عنك، والجش، والملاحة، والبدراني، وإسكان القطيف.[7]
19. بلدية تاروت: تأسست سنة 1395هـ وانضمت إلى رئاسة بلدية منطقة القطيف سنة 1402هـ ثم إلى أمانة مدينة الدمام سنة 1406هـ وتشمل خدماتها مدينة تاروت، ودارين، وسنابس، والزور.[7]
20. بلدية صفوى: تشمل مدينة صفوى، وأم الساهك، وأبومعن، والخترشية، والدريدي، والرويحة والأوجام.[7]
21. بلدية القديح: تأسست سنة 1395هـ وانضمت إلى رئاسة بلدية منطقة القطيف سنة 1402هـ ثم إلى أمانة مدينة الدمام سنة 1406هـ وتشمل خدماتها: القديح، والبحاري.[7]
22. الهلال الأحمر: تأسس سنة 1395هـ ويتولى المهام الاسعافية المختلفة لضحايا الحوادث والكوارث والمرضى وكذلك الخدمات الطبية والإنسانية والاجتماعية.[7]
23. مشروع التحسين الزراعي: تأسس سنة 1396هـ ويتولى توزيع مياه الري داخل نطاق المشروع وصيانة شبكات الري والصرف وتقدم خدمات الإرشاد الزراعي والخدمات الآلية والاستصلاح وحل مشاكل الري والصرف.[7]
24. محكمة الأوقاف والمواريث: تأسست سنة 1400هـ وتعنى بالأحوال الشخصية. 28ـ مكتب الثروة السمكية: تأسس سنة 1400هـ ويتولى أعمال تنظيم الصيد والترخيص للصيادين ووسائل الصيد، وإجراء التجارب عن الثروة السمكية ودراستها استطلاعياً.[7]
25. هيئة الأمر بالمعروف والنهي عن المنكر.[7]
26. مركز التدريب المهني: تأسس سنة 1400هـ ويتولى تقديم دورات التدريب للشباب على مهن مختلفة، وكذلك تدريب موظفي الدولة.[7]
27. مصلحة المياه والصرف الصحي: تأسست سنة 1401هـ وكانت قبل ذلك مندمجة مع البلدية. وبعد انفصالها عنها تولت مسئوليات المياه والصرف الصحي وصيانتها.